# Igra (album)
Igra je debitantski studijski album novomeške rock skupine Dan D, izdan leta 1997. 17. februarja 2010 je izšel ponatis.
Z albuma sta izšla dva singla: "Za naju punca" in "Bodi moja". Za obe pesmi sta bila posneta videospota, ki ju je režiral Ven Jemeršić.

## Seznam pesmi
Vse pesmi je napisal Tomislav Jovanović, razen kjer je posebej navedeno.
1. »Kleptomanijak« – 4:19
2. »Dekliški pas« – 3:48
3. »Igra« – 3:30
4. »Za naju punca« – 3:04
5. »Bodi moja« – 5:11
6. »V naravo« – 3:05
7. »Nočem več nazaj« – 3:45
8. »Glave« – 5:18
9. »To sem jaz« – 3:53
10. »Sanjal sem« – 2:44
11. »Dobro jutro« – 3:33
12. »Help!« (John Lennon, Paul McCartney) – 3:31

## Zasedba

### Dan D
- Tomislav Jovanović - Tokac — vokal, koproducent
- Dušan Obradinović - Obra — bobni
- Marko Turk - Tučo — ritem kitara
- Aleš Bartelj — solo kitara
- Primož Špelko — bas kitara